# Oshikoto
Oshikoto – jeden z 14 regionów administracyjnych Namibii, ze stolicą w Omuthiya.

## Granice regionu
Granicą regionu na północy jest region Ohangwena, na wschodzie Okawango Zachodnie, na południu regiony Otjozondjupa i Kunene, a na zachodzie Oshana.

## Podział administracyjny
Oshikoto dzieli się na dziesięć okręgów: Eengodi, Guinas, Okankolo, Olukonda, Omuntele, Omuthiyagwiipundi, Onayena, Oniipa, Onyaanya i Tsumeb.